# ساندرا غريف
ساندرا غريف (بالإنجليزية: Sandra Grieve)‏؛ هي سياسية إسكتلندية. وعضو في حزب الديمقراطيين الأحرار الإسكتلنديين. شغلت عدة مناصب رسمية لهذا الحزب، بما في ذلك نائب رئيس إسكتلندا. عينت قاض رئيسي للحزب في مارس 2019.